# Beverly (Massachusetts)
Beverly ist eine City im Essex County in Massachusetts, Vereinigte Staaten. Die bereits 1626 von Roger Conant gegründete Stadt liegt direkt nördlich des Countysitzes Salem. Das U.S. Census Bureau hat bei der Volkszählung 2020 eine Einwohnerzahl von 42.670 ermittelt.
Beverly ist Teil der Essex National Heritage Area. Die Stadt beherbergt das Endicott College und das Plattenlabel Rykodisc.

## Persönlichkeiten

### Söhne und Töchter der Stadt
- Joseph Dane (1778–1858), Politiker
- Joshua Herrick (1793–1874), Politiker
- Robert Rantoul (1805–1852), Politiker
- John Appleton (1815–1864), Politiker
- Henry Larcom Abbot (1831–1927), Offizier und Pionier
- Frederick Albion Ober (1849–1913), Biologe
- Philip Wylie (1902–1971), Schriftsteller und Drehbuchautor
- Lucy Weston Pickett (1904–1997), Chemikerin und Hochschullehrerin
- Howard Petrie (1906–1968), Radiosprecher und Schauspieler
- Will Barnet (1911–2012), Maler und Grafiker
- Ted Hood (1927–2013), Segler
- Joseph Vittori (1929–1951), Soldat und Träger der Medal of Honor
- Rita R. Colwell (* 1934), Mikrobiologin
- Bill Varney (1934–2011), Tonmeister beim Film
- Brenda Dervin (1938–2022), Professor für Kommunikation
- Bill Gilligan (* 1954), Eishockeyspieler
- Thomas E. Ricks (* 1955), Journalist
- Bobby Carpenter (* 1963), Eishockeyspieler
- Patricia Cronin (* 1963), Konzeptkünstlerin
- Guy Ferland (* 1966), Film- und Fernsehregisseur
- Travis Dewey (* 1971), Musiker
- Nik Caner-Medley (* 1983), Basketballer
- Jesse Anthony (* 1985), Crossfahrer
- Ashley Phillips (* 1986), Fußballspielerin
- Bo Burnham (* 1990), Internetkünstler

### Persönlichkeiten mit Bezug zur Stadt
- Roger Conant (1592–1679), Gründer
- Nathan Read (1759–1849), Politiker
- Ezekiel Bacon (1776–1870), Politiker
- Benjamin Thomas (1813–1878), Politiker
- John Frederick Kensett (1816–1872), Maler
- Arthur Whiting (1861–1936), Pianist
- Henry Cabot Lodge junior (1902–1985), Politiker
- Giorgio de Santillana (1902–1974), Wissenschaftler
- Jack Sharkey (1902–1994), Boxer
- Michael J. Harrington (* 1936), Politiker

### Musikbands
- Caspian (gegründet 2005), Post-Rock-Band